# Castell de Yamagata
El Castell Yamagata (山形 城, Yamagata-jō) és un castell japonès d'estil pla situat al centre de la ciutat de Yamagata, a l'est de la prefectura de Yamagata, Japó. Durant tot el període Edo, el Castell Yamagata va ser la seu del dàimio del domini Yamagata. El castell també era conegut com a Ka-jō (霞 城). El recinte del castell està protegit com a lloc històric nacional pel govern japonès.

## Història
El primer castell d'aquest lloc data de la meitat del període Muromachi, quan Shiba Kaneyori es va establir com a senyor de la zona circumdant de la província de Dewa i va construir una residència fortificada al lloc del qual ara és el pati interior del Castell Yamagata. El clan Shiba va ser un ferm defensor del shogunat Ashikaga i de la Cort del Nord. Més tard, Shiba Kaneyori va canviar el seu cognom per "Mogami", i el clan Mogami va continuar governant durant uns 275 anys. No obstant això, en el període Sengoku, els Mogami havien perdut gran part del poder hereu a causa d'una successió de conflictes interns i de líders de curta durada. L'agressiu clan Date va envair el territori Mogami i després d'una sèrie de batalles, va reduir els Mogami a una posició subordinada. Tot i això, el mateix clan Date va ser víctima de conflictes polítics interns. Aprofitant la situació, Mogami Yoshimori va recuperar la seva independència i es va casar amb la seva filla amb Date Terumune. El seu fill era Date Masamune, i aquesta relació va proporcionar seguretat al clan Mogami.

## Estructura
El Castell Yamagata consta de tres zones quadrades concèntriques. El pavelló interior té una superfície de 200 metres quadrats, estava protegit per parets d'argila, fossats humits i tenia portes als costats sud-est i nord i un yagura cantoner. Dins del recinte hi havia la base d'un tenshu, que no es va arribar a construir mai.
El segon pati mesurava 500 metres a cada costat i envoltava completament l'interior. Aquest recinte tenia grans portes Masugata al sud i est, i una porta més petita al nord.
La tercera àrea tenia uns 2 quilòmetres de costat i tancava les residències semifortificades d'importants retenidors. La mida del castell original superava, doncs, la del castell Aoba de Sendai i el castell Aizuwakamatsu, fet que el converteix en el castell més gran de la regió de Tōhoku. No obstant això, sense un tenshu massiu ni murs de pedra, era enganyosament senzill.